# Imenska Gorca
Imenska Gorca (Duits: Stadelberg) is een plaats in Slovenië en maakt deel uit van de gemeente Podčetrtek in de NUTS-3-regio Savinjska. De plaats telde 89 inwoners op 1 januari 2020.